# Szent Jeromos-kolostor
A Szent Jeromos-kolostor (portugálul: Mosteiro dos Jerónimos) a Szent Jeromos-rend egykori kolostora a Tagus folyó közelében Lisszabon Belém kerületében található. A fenséges épület a mánuel stílus egyik legsikeresebb alkotása és egyben Lisszabon legjelentősebb műemléki épületegyüttese a közeli Belém-toronnyal és a Felfedezők emlékművével. A 16. században az Aviz portugál királyi dinasztia nekropoliszává vált, de 1833. december 28-án állami rendelettel szekularizálták.
A kolostor a késő portugál gótikus mánuel építészet egyik legkiemelkedőbb példája Lisszabonban. Az 1500-as évek elején épült Vasco da Gama első útjának kiindulópontja közelében, építését pedig az éves portugál indiai armadák nyereségéből beszedett adó finanszírozta. 1880-ban da Gama és Luís de Camões költő (aki 1572-es epikus költeményében, a lusiadákban ünnepelte da Gama első útját) földi maradványait a kolostor templomának hajójában található új, faragott sírkamrákba helyezték át, mindössze néhány méterre I. Mánuel és III. János királyok sírjától, akiket da Gama szolgált. A kolostort a Belém-toronnyal együtt 1983-ban vették fel a UNESCO világörökség listájára.
2007. december 13-án a kolostorban írták alá az európai országok kormányfői és külügyminiszterei, közöttük Gyurcsány Ferenc és Göncz Kinga a Lisszaboni szerződést, az Európai Unió megújulásának alapdokumentumát.

## További információk

Szent Jeromos-kolostor - Mosteiro dos Jerónimos
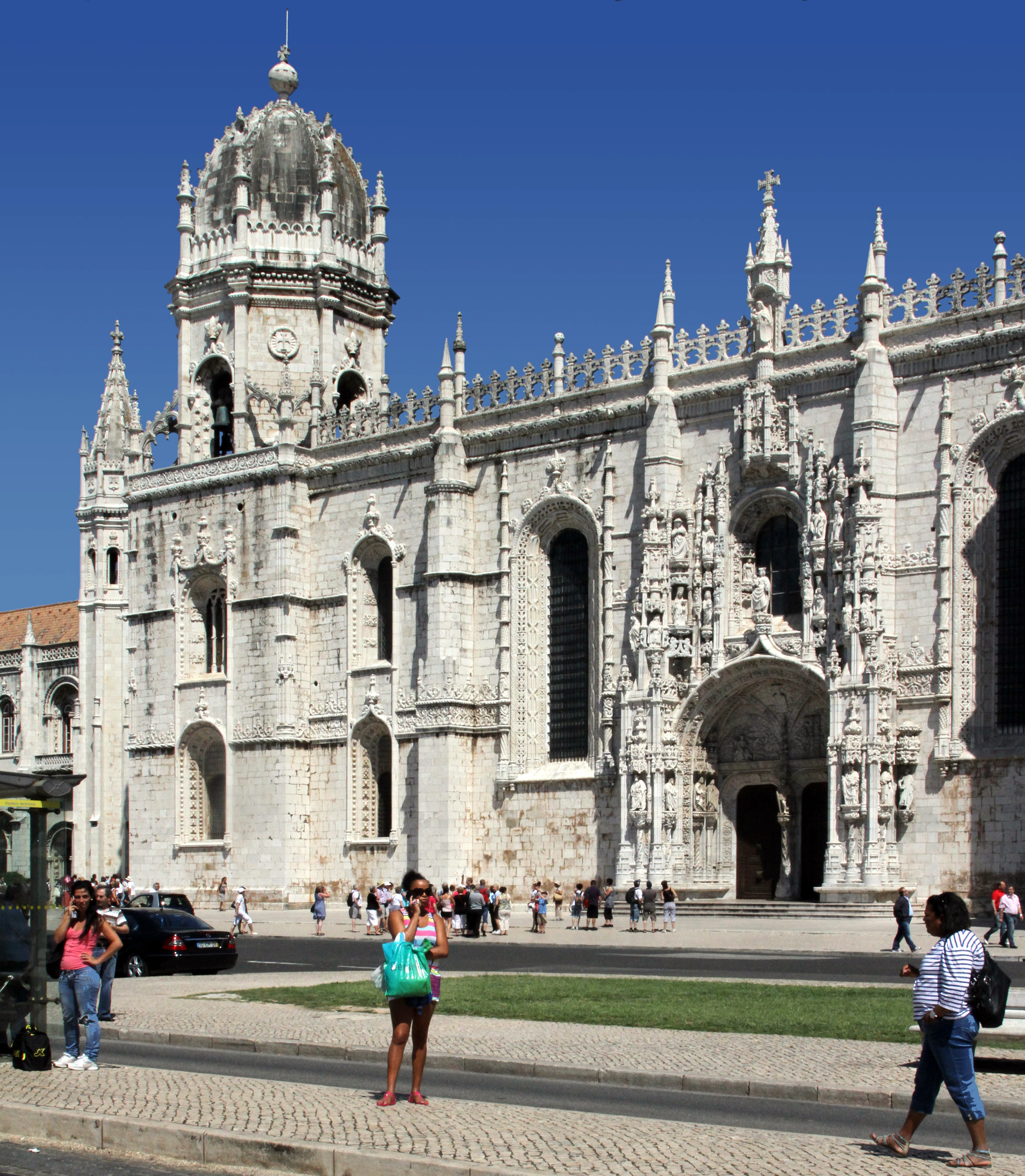
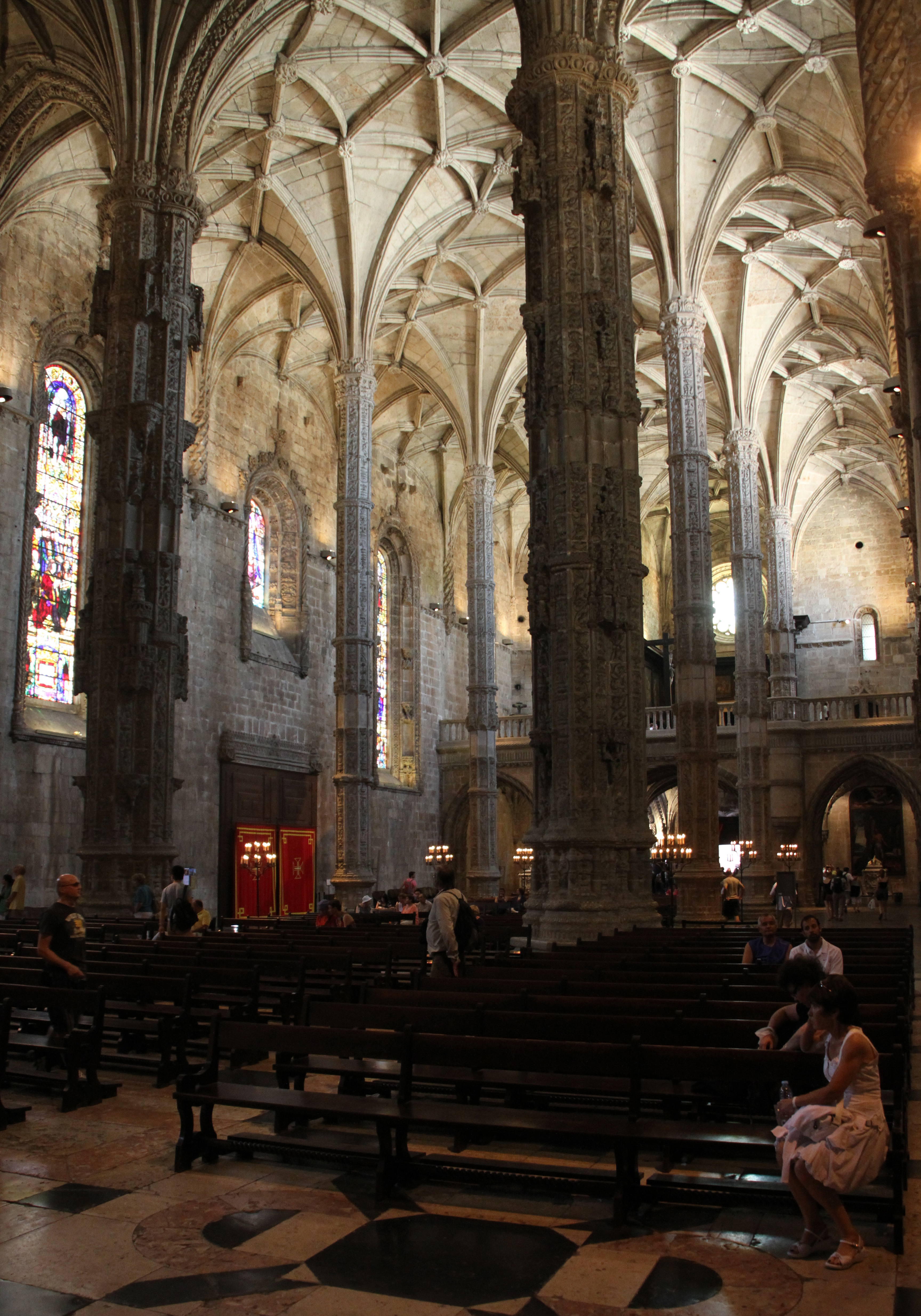
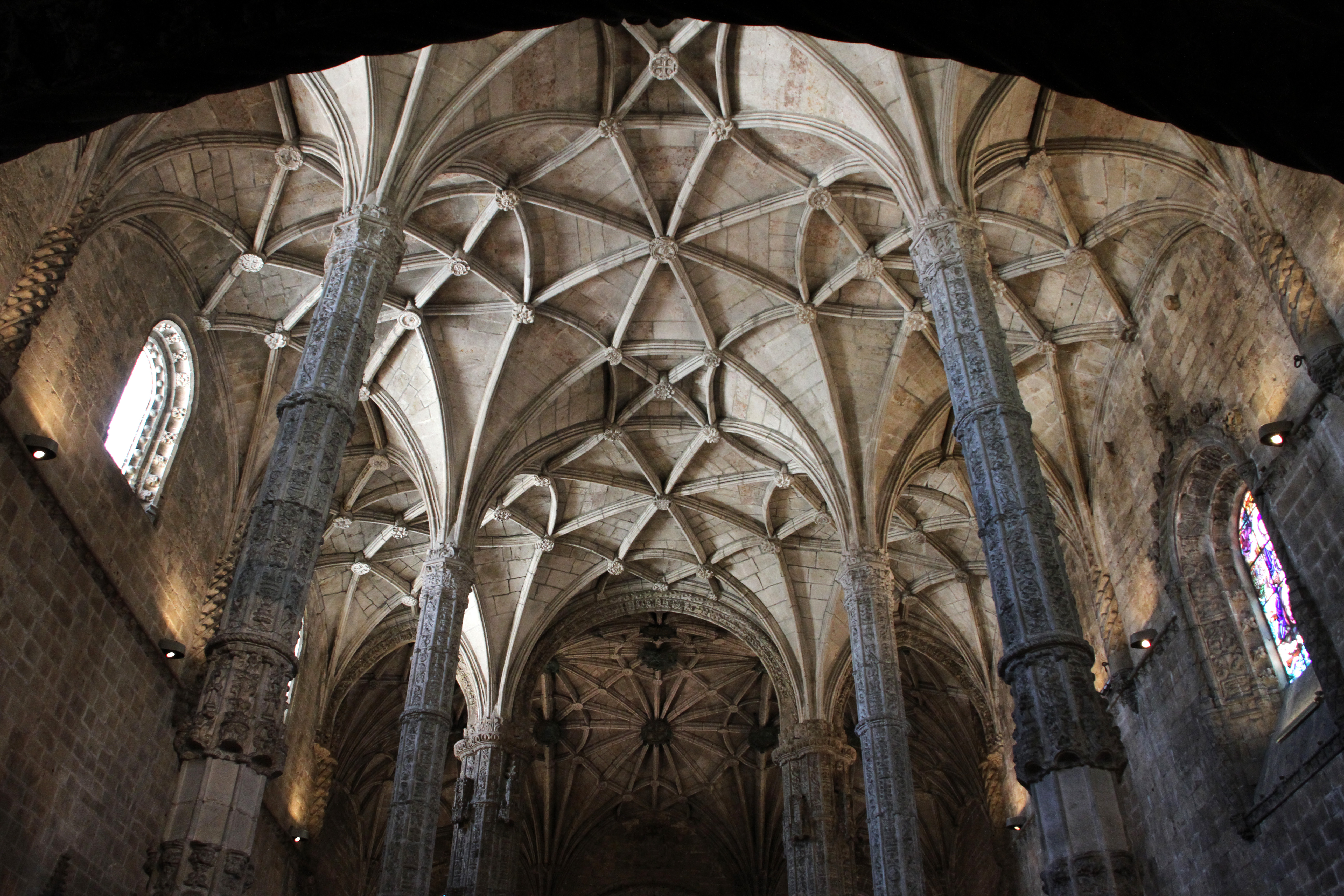
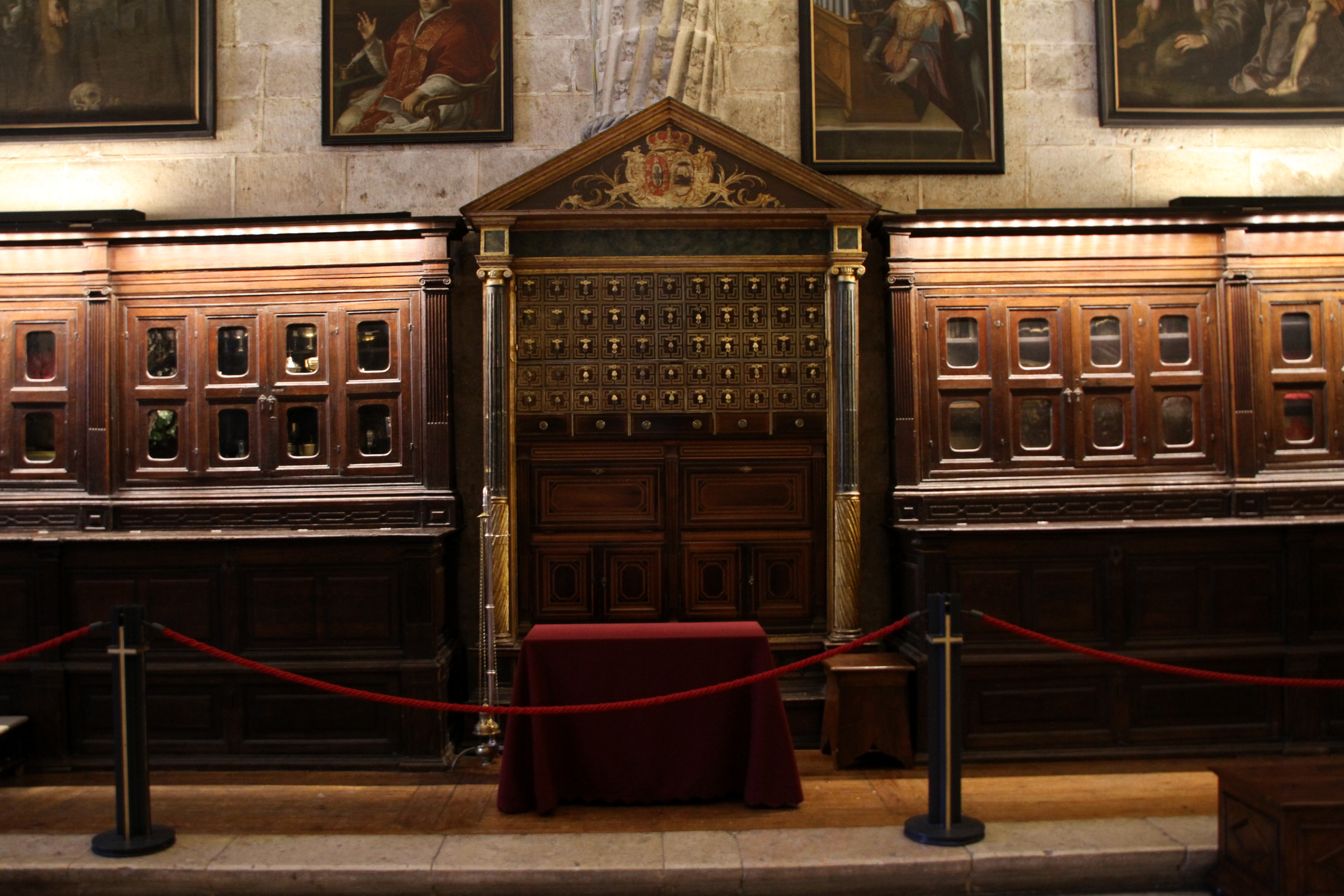
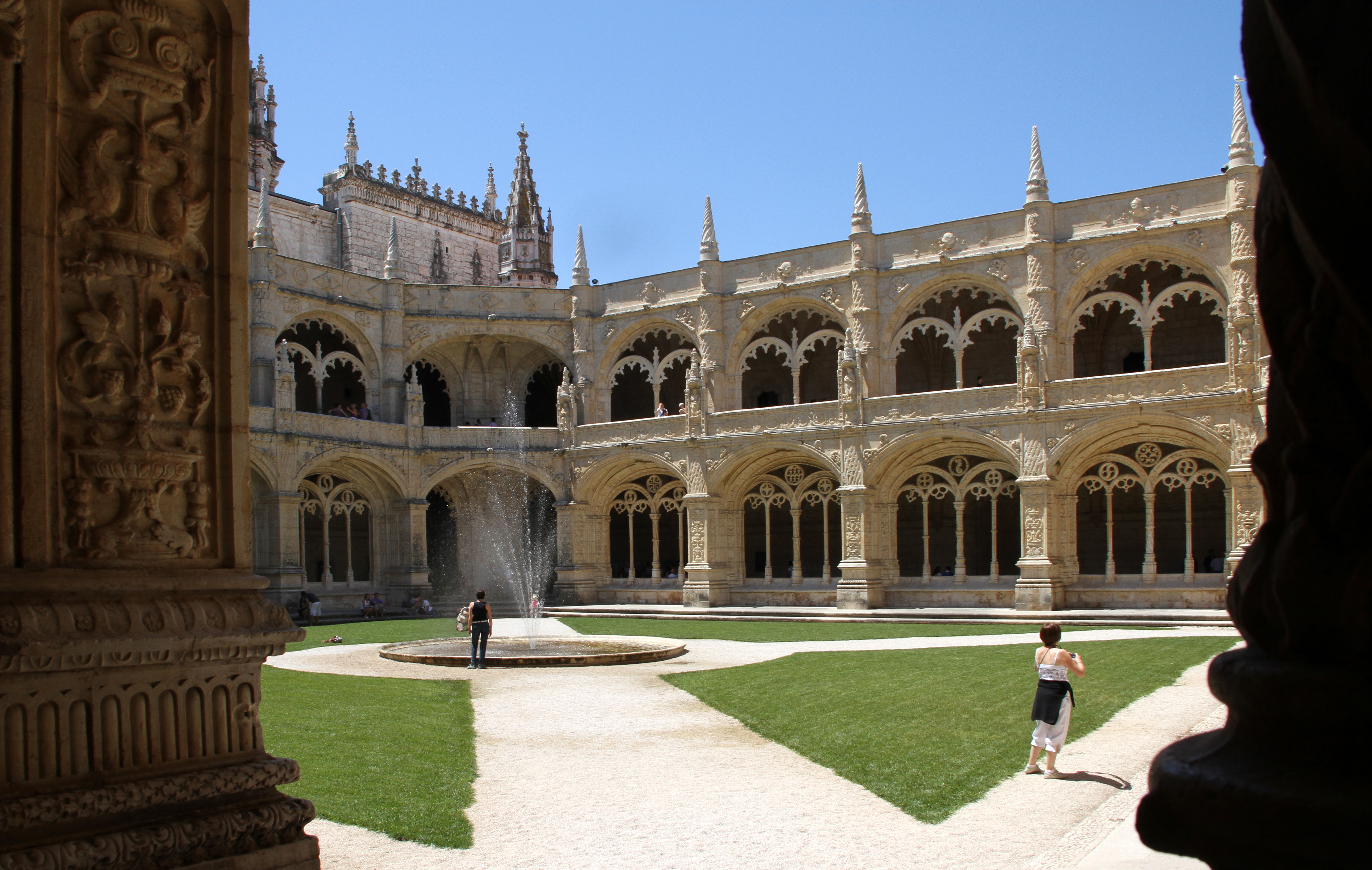
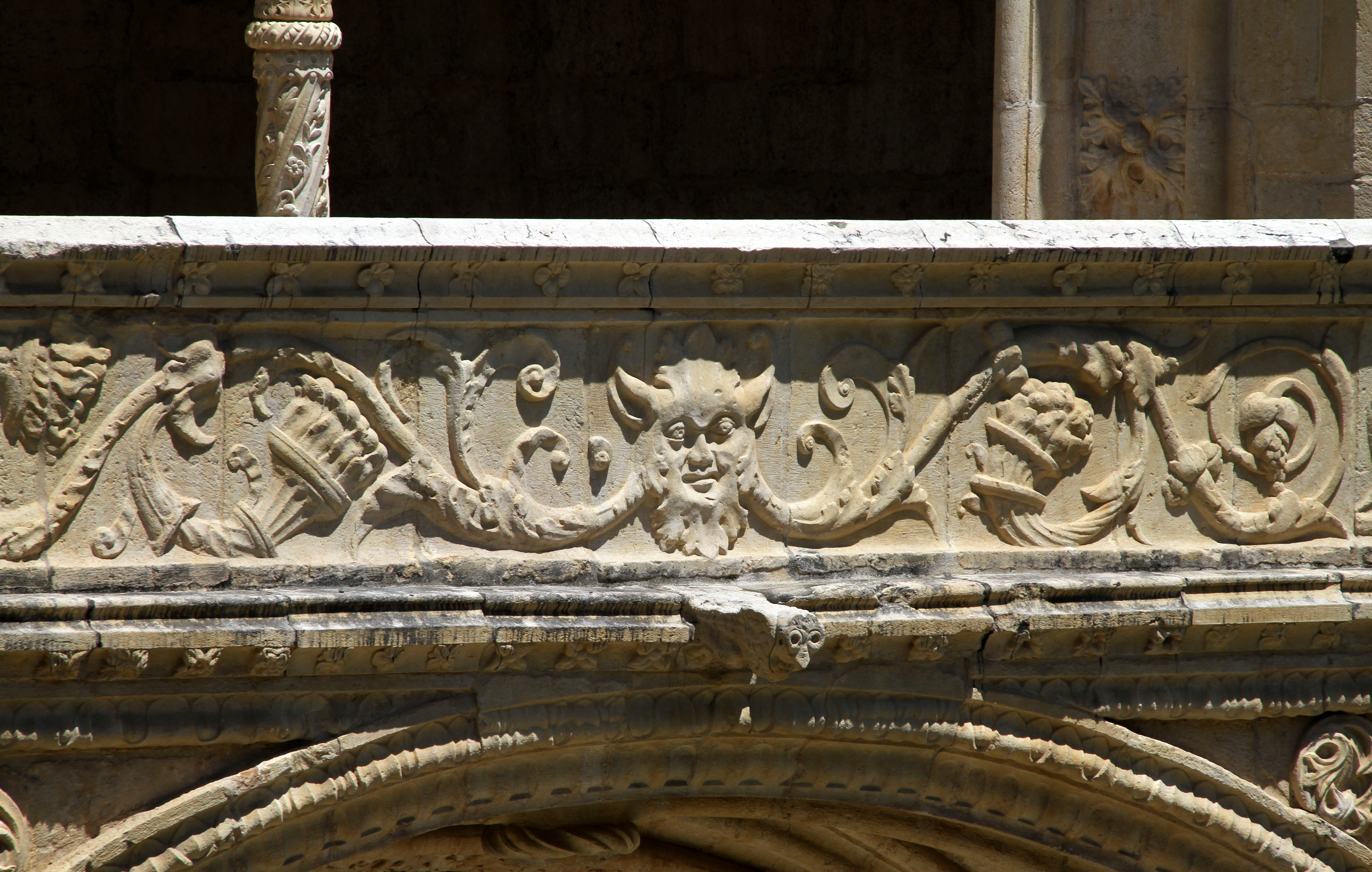
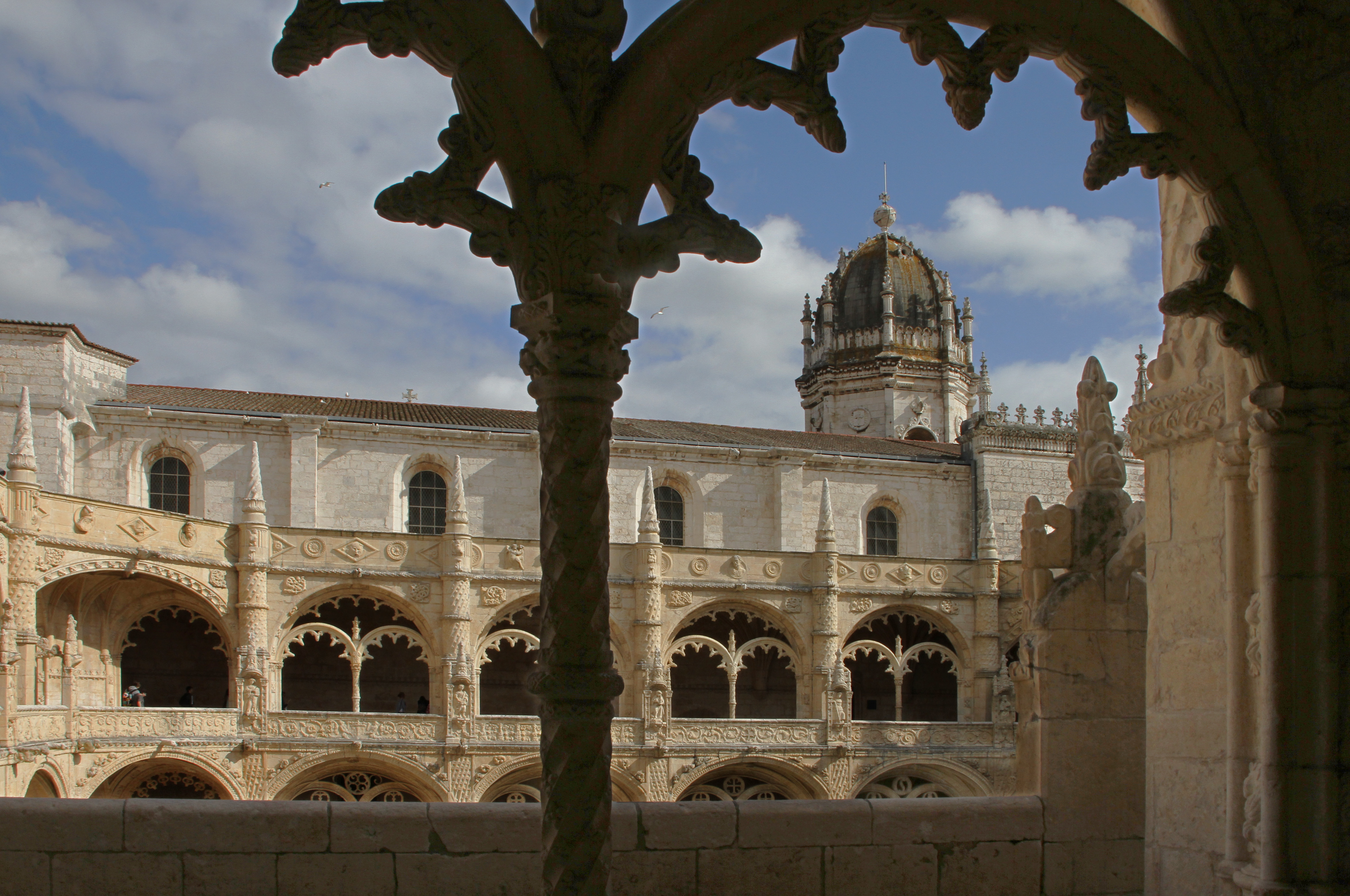
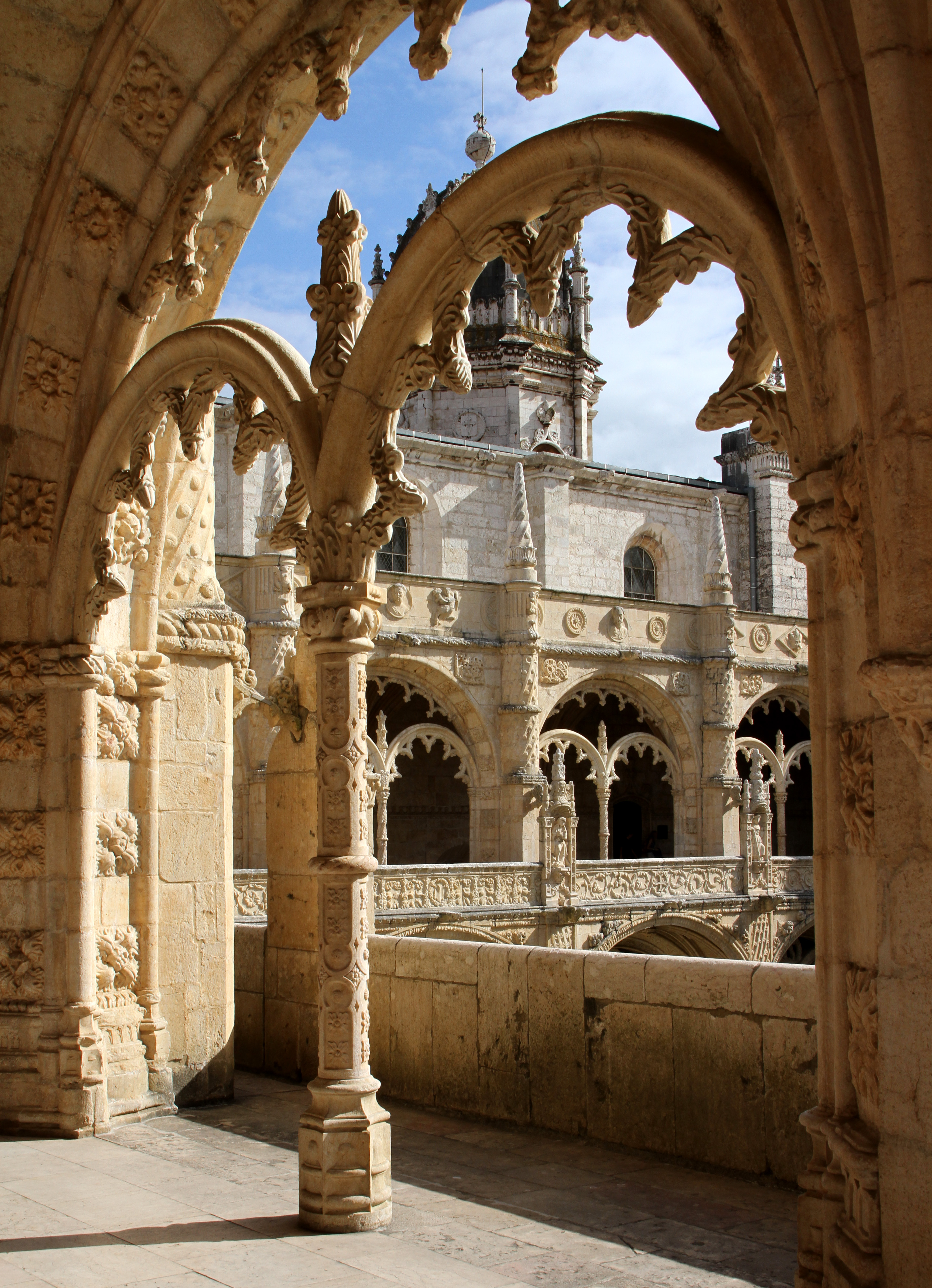

A kolostor látképe a Felfedezők emlékművének tetejéről